# 佐藤雄一
佐藤 雄一（さとう ゆういち、1989年5月31日 - ）は、日本の俳優、タレント、モデルである。東京都出身。BESIDE所属。身長186cm、靴のサイズ27.5cm。元PureBoysメンバー。

## 略歴
スカウトがきっかけで芸能界入りする。デビューに先がけて、2006年11月よりブログを開始した。
2007年1月に『花より男子2（リターンズ）』で俳優デビュー。同年12月に俳優ユニットPureBOYSに加入。2012年10月の解散時まで在籍した。
趣味はバイク、特技は野球とキックボクシング。

## 出演

### テレビドラマ
- 花より男子2（リターンズ）（2007年1月 - 3月、TBS） - 寺岡篤弘 役
- 花ざかりの君たちへ〜イケメン♂パラダイス〜（2007年7月 - 9月、フジテレビ） - 帝塚山翔太 役
- ここはグリーン・ウッド〜青春男子寮日誌〜(2008年7月 - 9月、TOKYO MX ほか）- 手塚忍 役
- 白い春 第6話（2009年5月、フジテレビ） - 安田 役
- 勝利の女神〜love&4〜（2009年10月、チバテレビ） - 木村純一 役

### 配信・Webドラマ
- teddy bear（2008年4月、魔法のiらんどTV） - 仁 役

### 映画
- 女忍 KUNOICHI（2011年） - 神無 役

### 舞台
- switch（2007年9月、ディファ有明） - 磯辺洋平 役
- 7Dummy's Blues.（2008年8月、青山円形劇場）
- 特別法第001条 DUST（2009年1月、新国立劇場） - 石本達二 役
- 彩られたモノ・クローン（2009年3月、エコー劇場） - 神崎友哉 役
- 7Colors Candles（2009年6月、サンシャイン劇場）
- ザ ベスト オブ 表現さわやか（2009年7月、本多劇場） - 佐藤ゆういちマン 役
- イタズラなKiss -卒業編-（2009年7月 - 8月、博品館劇場/新神戸オリエンタル劇場） - 湯地亮太 役
- 白虎隊 ザ・アイドル（2010年3月、全労済ホールスペース・ゼロ） - 山本カイジ 役
- 7Guys Gone 〜七つの心の忘れもの〜（2010年4月、シアターサンモール）
- abc★赤坂ボーイズキャバレー SpinOff「ゲネプロ!」（2011年3月、博品館劇場） - 大和田誠治 役
- 愛の讃歌 〜エディット・ピアフ物語〜（2011年4月 - 6月、ル・テアトル銀座 ほか） - テオ・サラポ 役
- abc★赤坂ボーイズキャバレー SpinOff 2回裏! -喝!&勝つ!-（2011年12月、博品館劇場） - 大和田誠治 役
- 汚れた靴（2011年12月、エコー劇場） - 真田潤 役

### バラエティ
- 名前で呼ぶなって!（2007年4月 - 2008年3月、テレビ神奈川 ほか） - レギュラー
- PureBoys The Pure（2009年10月 - 12月、BSフジ） - PureBoysのレギュラー番組
- 戦国鍋TV 〜なんとなく歴史が学べる映像〜（2010年7月 - 、テレビ神奈川 ほか） - 「大阪ハイスクール 高校与太郎爆進ロード」井伊直孝 役

### CM
- エステWAM（2007年）
- コナカ（2007年）

## 作品

### DVD
- 名前で呼ぶなって! 佐藤雄一〜overcome the difficulty〜（2007年11月21日、ジェネオン・エンタテインメント）

### CD
- レイン conceal（2008年10月29日） - 「手塚忍」名義。アルバム『ここはグリーン・ウッド〜青春男子寮日誌〜』（aniplex）収録。